# Warped (D'Molls)
Warped è il secondo album dei D'Molls, uscito nel 1990 per l'Etichetta discografica Atlantic Records.

## Tracce
1. My Life – 3:04
2. Down T'Nothin' – 2:47
3. Backstage Bombers – 3:06
4. This Time It's Love – 4:47
5. Real Love – 4:01
6. On 'N' On – 3:01
7. The Answer – 4:02
8. Centerfold Girl – 3:32
9. Passion – 2:46
10. Father Time – 4:20

## Formazione
- Desi Rexx - voce, chitarra
- S.S. Priest - chitarra
- Lizzy Valentine - basso, voce
- Billy Dior - batteria, percussioni